# Balón de Oro 1994

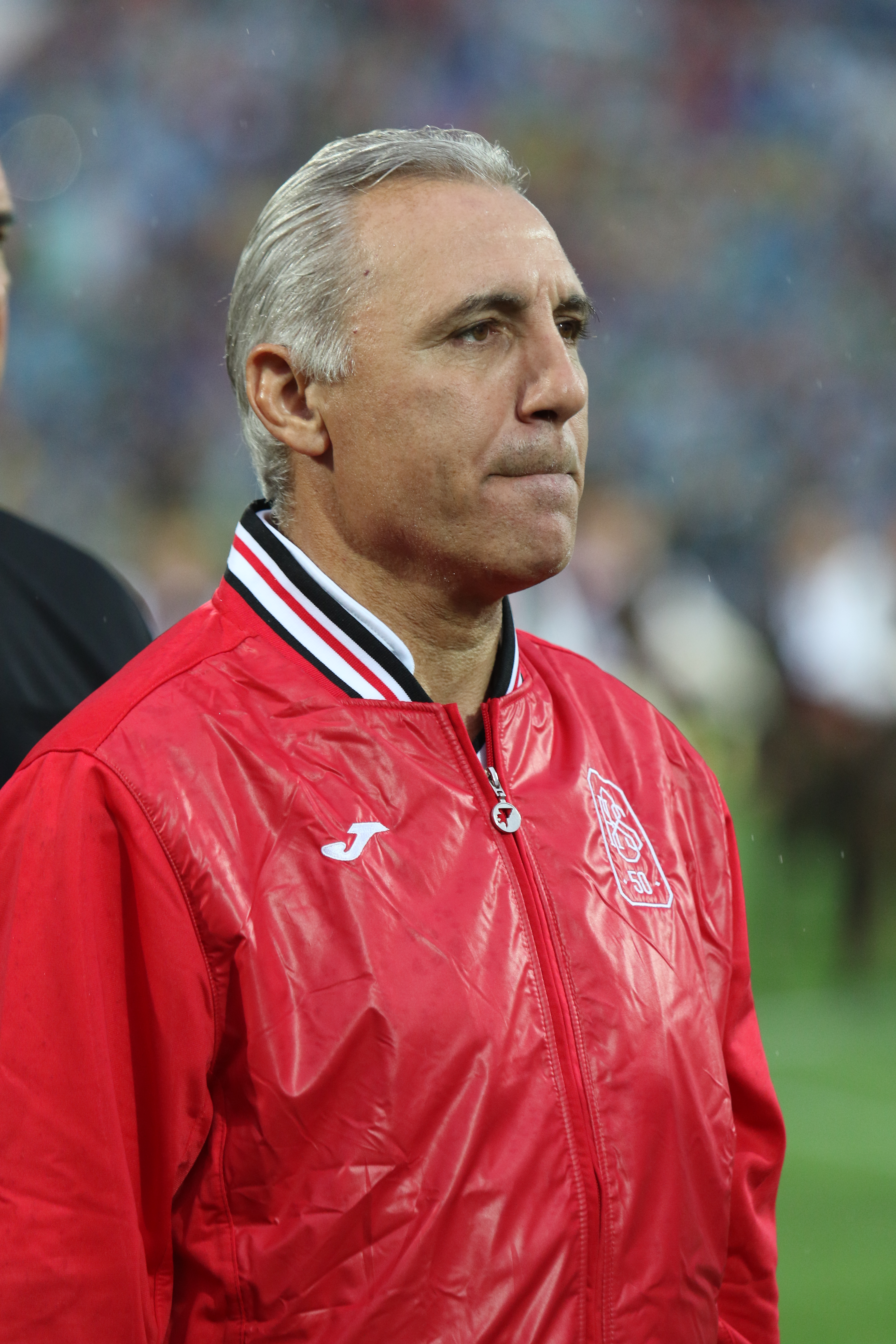
Hristo Stoichkov, ganador del balón de oro en su edición de 1994.

La edición de 1994 del Balón de Oro, 39.ª edición del premio de fútbol creado por la revista francesa France Football, fue ganada por el búlgaro Hristo Stoichkov (Barcelona).
El jurado estuvo compuesto por 49 periodistas especializados, de cada una de las siguientes asociaciones miembros de la UEFA: Albania, Alemania, Armenia, Austria, Bélgica, Bielorrusia, Bosnia y Herzegovina, Bulgaria, Chipre, Croacia, Dinamarca, Escocia, Eslovaquia, Eslovenia, España, Estonia, Finlandia, Francia, Gales, Georgia, Grecia, Hungría, Inglaterra, Irlanda, Irlanda del Norte, Islandia, Islas Feroe, Israel, Italia, Letonia, Liechtenstein, Lituania, Luxemburgo, Macedonia, Malta, Moldavia, Noruega, Países Bajos, Polonia, Portugal, República Checa, Rumanía, Rusia, San Marino, Suecia, Suiza, Turquía, Ucrania y Yugoslavia.
El resultado de la votación fue publicado en el número 2541 de France Football, el 20 de diciembre de 1994.

## Sistema de votación
Cada uno de los miembros del jurado elige a los que a su juicio son los cinco mejores futbolistas europeos. El jugador elegido en primer lugar recibe cinco puntos, el elegido en segundo lugar cuatro puntos y así sucesivamente.
De esta forma, se repartieron 735 puntos, siendo 245 el máximo número de puntos que podía obtener cada jugador (en caso de que los 49 miembros del jurado le asignaran cinco puntos).

## Clasificación final
| Puesto | Jugador                  | Equipo                       | Votos | Votos | Votos | Votos | Votos | Votos | Puntos |
| Puesto | Jugador                  | Equipo                       | 1.º   | 2.º   | 3.º   | 4.º   | 5.º   | Total | Puntos |
| ------ | ------------------------ | ---------------------------- | ----- | ----- | ----- | ----- | ----- | ----- | ------ |
| 1.º    | Hristo Stoichkov         | Barcelona                    | 28    | 13    | 5     | 1     | 1     | 48    | 210    |
| 2.º    | Roberto Baggio           | Juventus                     | 6     | 17    | 6     | 7     | 6     | 42    | 136    |
| 3.º    | Paolo Maldini            | Milan                        | 8     | 8     | 7     | 7     | 2     | 32    | 109    |
| 4.º    | Gheorghe Hagi            | Brescia / Barcelona          | 4     | 5     | 2     | 9     | 4     | 24    | 68     |
|        | Tomas Brolin             | Parma                        | 1     | 2     | 12    | 7     | 5     | 27    | 68     |
| 6.º    | Jürgen Klinsmann         | Monaco / Tottenham Hotspur   | 1     | 1     | 5     | 5     | 9     | 21    | 43     |
| 7.º    | Thomas Ravelli           | Göteborg                     | 1     |       | 2     | 1     | 8     | 12    | 21     |
| 8.º    | Jari Litmanen            | Ajax                         |       |       | 2     | 2     | 2     | 6     | 12     |
| 9.º    | / Marcel Desailly        | Milan                        |       | 1     | 1     |       | 1     | 3     | 8      |
|        | Dejan Savićević          | Milan                        |       |       | 2     |       | 2     | 4     | 8      |
| 11.º   | Franco Baresi            | Milan                        |       | 1     | 1     |       |       | 2     | 7      |
|        | Michel Preud'homme       | Malinas / Benfica            |       |       |       | 3     | 1     | 4     | 7      |
| 13.º   | Michael Laudrup          | Barcelona / Real Madrid      |       | 1     |       |       |       | 1     | 4      |
|        | Iordan Letchkov          | Hamburgo                     |       |       |       | 2     |       | 2     | 4      |
|        | Éric Cantona             | Manchester United            |       |       |       | 1     | 2     | 3     | 4      |
| 16.º   | Krasimir Balakov         | Sporting Lisboa              |       |       | 1     |       |       | 1     | 3      |
|        | José Luis Pérez Caminero | Atlético Madrid              |       |       | 1     |       |       | 1     | 3      |
|        | Jean-Pierre Papin        | Milan / Bayern Múnich        |       |       | 1     |       |       | 1     | 3      |
|        | Giuseppe Signori         | Lazio                        |       |       |       | 1     | 1     | 2     | 3      |
|        | Lothar Matthäus          | Bayern Múnich                |       |       | 1     |       |       | 1     | 3      |
| 21.º   | Philippe Albert          | Anderlecht / Newcastle       |       |       |       | 1     |       | 1     | 2      |
|        | Otto Konrad              | Austria Salzburgo            |       |       |       | 1     |       | 1     | 2      |
|        | / Ciriaco Sforza         | Kaiserslautern               |       |       |       | 1     |       | 1     | 2      |
| 24.º   | Kennet Andersson         | Lille / Caen                 |       |       |       |       | 1     | 1     | 1      |
|        | Zvonimir Boban           | Milan                        |       |       |       |       | 1     | 1     | 1      |
|        | Martin Dahlin            | Borussia Mönchengladbach     |       |       |       |       | 1     | 1     | 1      |
|        | Josep Guardiola          | Barcelona                    |       |       |       |       | 1     | 1     | 1      |
|        | Andreas Möller           | Juventus / Borussia Dortmund |       |       |       |       | 1     | 1     | 1      |

## Curiosidades
- Hristo Stoichkov se convierte en el primer jugador búlgaro en aparecer en la clasificación final del Balón de Oro.